# Sandy Wexler
Sandy Wexler – amerykański film komediowy w reżyserii Stevena Brilla, miał swoją międzynarodową premierę 14 kwietnia 2017 roku w serwisie Netflix.
Zdjęcia do filmu rozpoczęły się 2 sierpnia 2016 roku.

## Fabuła
W fabule rozgrywającej w Los Angeles lat 90. XX w. mężczyzna o imieniu Sandy Wexler dorabia się jako tzw. talent manager, który reprezentuje swoich ekscentrycznych klientów próbujących dotrzeć na szczyt marginesu show biznesu. Jego umiejętności menedżera zostają wystawione na próbę kiedy poznaje utalentowaną piosenkarkę, Courtney Clarke.

## Obsada
- Adam Sandler jako Sandy Wexler[5]
- Jackie Sandler jako Amy Baskin[6]
- Terry Crews jako „Bedtime” Bobby Barnes[5]
- Rob Schneider jako Firuz[5]
- Kevin James jako Ted Rafferty[5]
- Jennifer Hudson jako Courtney Clarke[5]
- Jane Seymour jako Cindy Marvelle[7]